# دونجو كامارا
دونجو كامارا (بالفرنسية: Doungou Camara) مواليد 7 يناير 1995، هي لاعبة كرة يد سنغالية فرنسية. مثلت منتخب السنغال للسيدات. حققت المركز الثالث في ألعاب عموم أفريقيا 2015.

## الميداليات
| الميدالية | المسابقة                |
| --------- | ----------------------- |
| برونزية   | ألعاب عموم أفريقيا 2015 |

## روابط خارجية
- دونجو كامارا على موقع الاتحاد الأوروبي لكرة اليد (الإنجليزية)
- دونجو كامارا على موقع الدوري الفرنسي لكرة اليد للسيدات (الفرنسية)